# Nepoměřice
Nepoměřice település Csehországban, a Kutná Hora-i járásban. Nepoměřice Košice, Rašovice, Chlístovice, Malešov és Onomyšl településekkel határos. Lakosainak száma 219 fő (2024. január 1.).

## Népesség
A település lakosságának változását az alábbi diagram mutatja:
| Lakosok száma | 498  | 478  | 436  | 279  | 241  | 212  | 209  | 210  | 223  | 219  |
|               | 1869 | 1890 | 1921 | 1950 | 1980 | 2001 | 2017 | 2019 | 2022 | 2024 |